# Heliophanus transversus
Heliophanus transversus – gatunek pająka z rodziny skakunowatych.
Gatunek ten opisany został w 2014 roku przez Wandę Wesołowską i Charlesa Haddada.
Samce osiągają 1,8 mm długości prosomy i 2,1 mm długości opistosomy, zaś samice od 1,9 do 2,2 mm długości prosomy i od 2,8 do 4 mm długości opistosomy. Ubarwienie wierzchu ciała samców jest ciemnobrązowe lub czarne z wąską, białą linią biegnącą przez środek karapaksu i opistosomy oraz jasnymi liniami wzdłuż bocznych brzegów tułowiowej części karapaksu i opistosomy. Spód ciała cechują ciemnobrązowe warga dolna, endyty i sternum oraz żółtawoszary z szeroką ciemniejszą przepaską spód opistosomy. Samice są ciemnobrązowe z gęstym, szarym owłosieniem. Kądziołki przędne, nogogłaszczki i pierwsza para odnóży samców są czarne, zaś pozostałe pary nóg – ciemnobrązowe. Samica ma nogogłaszczki żółte z ciemnymi kropkami, a odnóża kroczne żółte do jasnobrązowych. Samiec ma nogogłaszczki z krótką, słabo zesklerotyzowaną i odsiebnie wciętą apofizą na rzepce, długą grzbietową apofizą goleni i małą brzuszną apofizą goleni. Jego aparat kopulacyjny wyróżnia silnie zagięty embolus ustawiony poprzecznie do osi długiej nogogłaszczka. U samicy epigynum ma dwa zaokrąglone zagłębienia, a przewody nasienne są dłuższe niż u innych przedstawicieli podrodzaju.
Pająk afrotropikalny, znany tylko z południowego i środkowego Lesotho, z dystryktów Maseru i Quthing. Spotykany pod kamieniami i wśród traw na łąkach. Odławiany na wysokości od 1660 do 2360 m n.p.m.